# Echichens
Echichens is een gemeente en plaats in het Zwitserse kanton Vaud, en maakt deel uit van het district Morges.
De plaats Echichens telt zo'n 1.000 inwoners, de gemeente ruim 2.500.

## Geschiedenis
Op 28 juni 2009 werd er in Echichens en de aangrenzende gemeente Colombier, Monnaz en Saint-Saphorin-sur-Morges een referendum gehouden. Hierbij werd besloten de gemeenten op 1 juli 2011 de aangrenzende gemeenten toe te voegen aan Echichens.